# هاکون جوان
هاکون جوان (انگلیسی: Haakon the Young؛ ۱۰ نوامبر ۱۲۳۲ – ۱۳ مهٔ ۱۲۵۷) یک (Junior) پادشاه نروژ اهل نروژ بود. 